# Baydara
Al-Màlik al-Qàhir Bàydara al-Mansurí o, senzillament, Bàydara al-Mansurí fou un efímer soldà mameluc (desembre de 1293). A diferència de la majoria de mamelucs, de la mare de Bàydara se sap que es va casar amb un amir de nom Sanjar aix-Xujaí (que va substituir Hussam-ad-Din Lajin com a nàïb de Damasc el 1291).
Fou visir sota el sultà Qalàwun però el sultà Al-Àixraf Khalil el va substituir per Ibn Salus i la primavera del 1292 el va nomenar naib (vicesultà) al lloc de l'amir Turuntay, segons al-Makrizi. Baydara estava molt ben considerat per Khalil, i li va donar en feu la fortalesa siriana d'al-Sunayba. A l'estiu del 1292 el va enviar en expedició contra Kasrawan, al nord-est de Beirut, una regió poblada pels sectaris nusairites considerats apartats de l'islam. El seu exèrcit fou emboscat i repetidament atacat i va haver de negociar la retirada. Fins i tot van córrer rumors que havia estat subornat pels nusairites. Es va presentar a una assemblea d'emirs on estava present el sultà i es va justificar dient que estava malalt quan es van produir els combats i encara no s'havia recuperat, i el sultà va acceptar les seves excuses i el va mantenir en els càrrecs i posició. Però la seva situació va ser en endavant insegura. Al final d'estiu, en una visita del sultà a Egipte, va deixar anar que els graners de Baydara estaven més ben proveïts que els graners reials, i també es va enfrontar amb baydara pel repartiment dels drets de duana d'Alexandria. El desembre de 1292 el sultà va cridar a sis emirs als que pensava executar, entre els quals tres que havien acompanyat a Baydara a l'expedició de Kasrawan: Badr al-Din Baktut (governador autònom de la Síria del nord), Rukn al-Din Tuqsu i Sunqur al-Ashqar. Foren executats excepte un, Husam al-Din Lajin, que es va savar per intercessió de Baydara; el sultà va concedir Lajin a Baydara, i va determinar que en endavant seria el seu mameluc (esclau).
La primavera del 1293 els mamelucs van atacar el Regne Armeni de Cilícia i el sobirà d'aquest va entregar tres fortaleses frontereres per evitar la guerra. Khalik se sentia fort i amenaçava de portar la guerra a Bagdad contra els il-kànides ara governats per Gaykhatu. També va amenaçar d'envair Xipre amb la flota construïda per defensar les costes sirianes dels atacs francs. Mentre Baydara preparava una conspiració contra el seu cap. El novembre Baydara i el sultà es van tornar a enfrontar pel repartiment dels ingressos de les duanes d'Alexandria.
El 13 de desembre de 1293 durant una cacera al delta del Nil Baydara i altres conspiradors van assassinar al-Malik al-Ashraf Salah al-Din Khalil. El cop mortal el va fer Husam al-Din Lajin. Baydara es va proclamar sultà amb el títol d'al-Malik al-Qahir Baydara al-Mansur, però no va governar més que un parell de dies. No va poder ocupar la ciutadella del Caire, centre del poder polític i militar i va morir en els combats amb els partidaris de Khalil dirigits per l'ustadar (majordom) Hussam-ad-Din i el nàïb Zayn-ad-Din Kitbughà al-Mansurí. L'emir Baktimur va treure el fetge del del cadàver i se'l va menjar cru.
El germà de Khalil, An-Nàssir Muhàmmad ibn Qalàwun, de 8 anys, va ser proclamat sultà, sota regència del naib Zayn al-Din Kitbugha que després va usurpar el tron el 1294. Els partidaris de Baydara van ser executats en la major part, i alguns van poder fugir entre els quals Lajin.